# Joanna d’Arc na stosie
Joanna d’Arc na stosie – włoski film biograficzny, musicalowy i dramat historyczny z 1954 roku o Joannie d’Arc.

## Obsada
- Ingrid Bergman jako Joanna d’Arc
- Anna Tarallo
- Pietro de Palma
- Agnese Dubbini